# María Antonia Fernández
María Antonia Vallejo Fernández, nota anche con lo pseudonimo di La Caramba (Motril, 1751 – Madrid, 1787), è stata un'attrice teatrale spagnola.
Si guadagnò a Madrid una notevole fama di graciosa, ma nel 1785 lasciò lo spettacolo per dedicarsi ad una vita di mortificazione spirituale.